# Província Socialista Autònoma de Voivodina
La província Socialista Autònoma de Voivodina (en serbocroat: Socijalistička Autonomna Pokrajina Vojvodina, transcrit en cirílic: Социјалистичка Аутономна Покрајина Војводина) va ser una de les dues províncies autònomes de la RS de Sèrbia dins la RFS de Iugoslàvia (l'altra és la Província Socialista Autònoma de Kosovo), entre 1945 i la desintegració de Iugoslàvia i incloïa el territori de Voivodina. Fins a l'any 1963 la província era anomenada Província Autònoma de Voivodina (en serbocroat: Autonomna Pokrajina Vojvodina, transcrit en cirílic: Аутономна Покрајина Војводина) i gaudia d'un nivell d'autonomia inferior.